# Liste der Biografien/Mov
Liste der Biografien |
Portal Biografien |
Personensuche
# |
A |
B |
C |
D |
E |
F |
G |
H |
I |
J |
K |
L |
M |
N |
O |
P |
Q |
R |
S |
T |
U |
V |
W |
X |
Y |
Z |
?
 
Ma |
Mb |
Mc |
Md |
Me |
Mf |
Mg |
Mh |
Mi |
Mj |
Mk |
Ml |
Mm |
Mn |
Mo |
Mp |
Mq |
Mr |
Ms |
Mt |
Mu |
Mv |
Mw |
Mx |
My |
Mz
 
Moa |
Mob |
Moc |
Mod |
Moe |
Mof |
Mog |
Moh |
Moi |
Moj |
Mok |
Mol |
Mom |
Mon |
Moo |
Mop |
Moq |
Mor |
Mos |
Mot |
Mou |
Mov |
Mow |
Mox |
Moy |
Moz
Die Liste der Biografien führt alle Personen auf, die in der deutschsprachigen Wikipedia einen Artikel haben. Dieses ist eine Teilliste mit 26 Einträgen von Personen, deren Namen mit den Buchstaben „Mov“ beginnt.

## Mov

### Mova
- Movahed, Abdollah (* 1940), iranischer Ringer
- Movahed, Vida, iranische Demonstrantin gegen den Bedeckungszwang für Frauen
- Movar, Dunja (1939–1963), deutsche Schauspielerin
- Movassaghi, Babak (* 1971), deutscher American-Football-Spieler
- Movassat, Niema (* 1984), deutscher Politiker (DIE LINKE), MdBNiema Movassat (* 1984)

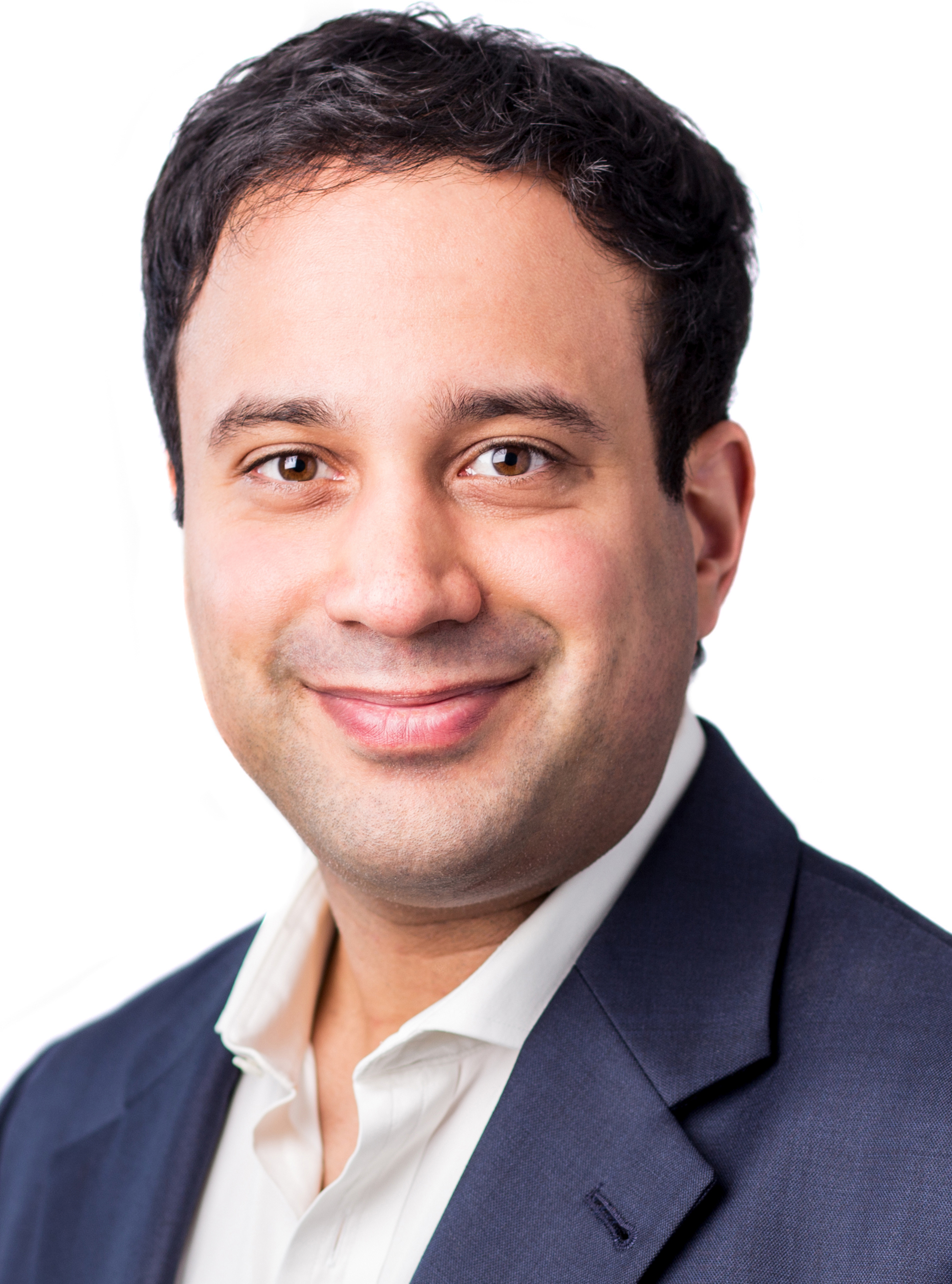
Niema Movassat (* 1984)

### Move
- Move D (* 1966), deutscher Komponist, Klangkünstler, Audio Engineer, Musikproduzent und DJ
- Mover, Bob (* 1952), amerikanischer Saxophonist und Sänger des Modern Jazz
- Moverley, Fiona (* 1987), englische Squashspielerin
- Moverman, Oren (* 1966), israelischer Drehbuchautor, Filmproduzent und Filmregisseur
- Movers, Ferdinand (1909–1989), deutscher Gynäkologe
- Movers, Franz Karl (1806–1856), deutscher Theologe

### Movi
- Movie, B. (* 1996), deutscher Autor
- Movilă, Alexandru, Fürst der Moldau
- Movilă, Constantin, Fürst der Moldau
- Movilă, Lică (* 1961), rumänischer Fußballspieler
- Movilă, Mihail, Fürst der Moldau
- Movilla, José María (* 1975), spanischer Fußballspieler
- Movin, Lisbeth (1917–2011), dänische Schauspielerin und Regisseurin
- Movius, Caspar (1610–1671), deutscher Lehrer, Kirchenmusiker und Komponist
- Movius, Hallam L. (1907–1987), US-amerikanischer Archäologe
- Movius, Karl (1818–1898), preußischer Landrat und Geheimer Regierungsrat

### Movs
- Movsesjan, Júlia (* 1981), slowakisch-russische Schachmeisterin
- Movsesjan, Karen (* 1963), armenischer Schachmeister
- Movsesjan, Sergej (* 1978), slowakischer Schachmeister
- Movsessian, Vicki (* 1972), US-amerikanische Eishockeyspielerin

### Movv
- Movva, Shreyas (* 1993), indischer Cricketspieler